# 桑塞莱鲁夫赖
桑塞莱鲁夫赖（法語：Sincey-lès-Rouvray，法語發音：[sɛ̃sɛ lɛ ʁuvʁɛ]，意为“鲁夫赖附近的桑塞”）是法国科多尔省的一个市镇，属于蒙巴尔区。

## 地理
桑塞莱鲁夫赖（47°25'52"N, 4°7'54"E）面积8.73 平方千米，位于法国勃艮第-弗朗什-孔泰大區科多尔省，该省份为法国中东部省份，北起奥布省，西接涅夫勒省和约讷省，南至索恩-卢瓦尔省，东南接汝拉省，东临上索恩省，东北部与上马恩省接壤。
与桑塞莱鲁夫赖接壤的市镇（或旧市镇、城区）包括：蒙贝尔托、拉罗什昂布勒尼勒、鲁夫赖、维约堡、圣马尼昂斯。

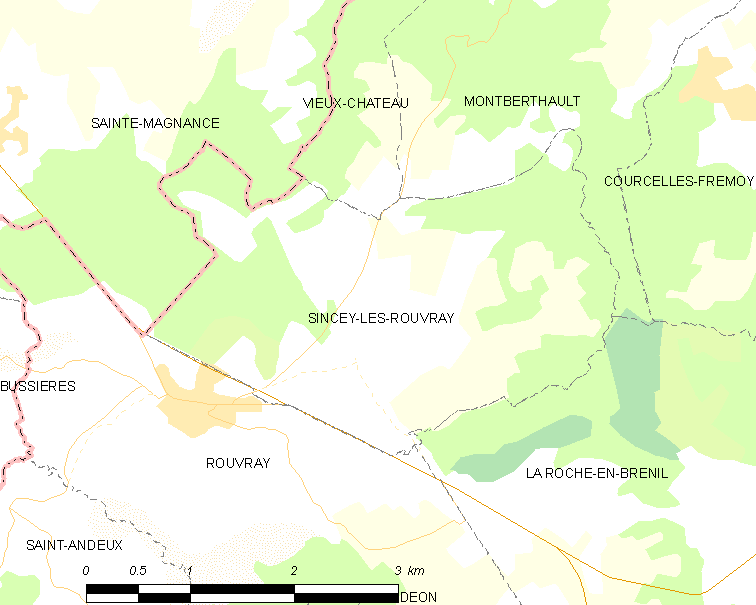
桑塞莱鲁夫赖的OSM定位图

桑塞莱鲁夫赖的时区为UTC+01:00、UTC+02:00（夏令时）。

## 行政
桑塞莱鲁夫赖的邮政编码为21530，INSEE市镇编码为21608。

## 政治
桑塞莱鲁夫赖所属的省级选区为欧苏瓦地区瑟米尔县。

## 人口

1962-2008年间桑塞莱鲁夫赖人口变化图示

桑塞莱鲁夫赖于2022年1月1日时的人口数量为103人。